# シナリオアート
シナリオアート（Scenarioart）は、日本のロックバンドである。2009年にScenarioart名義で結成。

## メンバー
※担当楽器の表記は、公式サイトの「BIOGRAPHY」に準拠。
- ハヤシコウスケ（ギター・ボーカル）
中学生の時にギターを始める[3]。
- ハットリクミコ（ドラムス・ボーカル）
tricotのVo.中嶋イッキュウと同郷。以前同じバンドで活動していた。
レコーディング時にはピアノを演奏することもある。
キーボーディストのAmana（ORESKABANDサポート、mekakusheサポート、元・Moccobond）と結成した音楽ユニット『vitaruun』（バイタルーン）としても活動しており、2024年6月に1stシングル「ViTA」を配信リリースした[4]。
- ヤマシタタカヒサ（ベース・コーラス）
リーダー
KANA-BOONのサポートメンバーとして2019年後半まで活動していた。

## 来歴
2009年
- 高校の部活の先輩、後輩関係にあったハヤシ・ヤマシタを中心に「Scenarioart」を結成。

2011年
- 何回かのメンバーチェンジの後、ハットリを迎え、現在の編成であるスリーピースでの活動を開始。

2012年
- 4月8日 - 「キューン20 イヤーズオーディション」にて約4000組の中から、ファイナリストに選抜。KANA-BOONと共にリキッドルームでライブ。
- 12月1日 - 関西最大級のコンテスト「eo music try 2012」にてグランプリ＆pocky賞のダブル受賞。（史上初）

2013年
- 4月24日 - タワーレコード限定盤シングル『ホワイトレインコートマン』発売。オリコンウィークリーインディーチャートで2位を獲得。
- 6月19日 - 初の全国流通盤『- DRAMATICS -』リリース。タワーレコード・タワレコメンに選出
- 12月28日 - COUNTDOWN JAPAN 13 /14　MOON STAGE出演。

2014年
- 1月15日 - メジャーデビューミニアルバム『night walking』リリース。
- 9月17日 - メジャー2ndミニアルバム『Tokyomelancholy -トウキョウメランコリー-』リリース。
- 9月13日 - イナズマロックフェス 2014 風神ステージ出演。
- 12月21日 - MERRY ROCK PARADE 2014出演。
- 12月31日 - COUNTDOWN JAPAN 14/15 COSMO STAGE出演。

2015年
- 6月3日 - 1stフルアルバム『Happy Umbrella』リリース
- 6月12日〜7月3日 - ワンマンツアー2015 『[Scene #1] -Happy Umbrella-』開催
- 8月9日 - ROCK IN JAPAN FESTIVAL 2015出演。
- 8月29日 - SWEET LOVE SHOWER 2015出演。
- 11月11日 - KANA-BOONとのスプリット・シングル『talking/ナナヒツジ』をリリース。シナリオアートのシングル曲「ナナヒツジ」は、フジテレビ系で放送のアニメ「すべてがFになる THE PERFECT INSIDER」のエンディングテーマとして使用。

2016年
- 3月9日 - 3rdミニアルバム『dumping swimmer』リリース。
- 6月3日〜7月14日 - ワンマンツアー 2016 『[Scene #2] -シンカイヘ-』開催
- 6月27日 - 東京ドームで開催された「鷹の祭典2016」光のセレモニーのテーマソングに「エンドレスプレイヤー」が起用。
- 7月6日 - メジャー初の単独名義でのシングル『エポックパレード』リリース。
- 8月10日 - 「エンドレスプレイヤー」を配信限定でリリース。
- 12月15日 - テレビアニメ『四畳半神話大系』特別放送のオープニング＆エンディングテーマを担当することを発表。オープニングは本放送版の『迷子犬と雨のビート』のカバー、エンディングは楽曲『ラブマゲドン』を提供。

2017年
- 3月8日 - 2ndフルアルバム『Faction World』リリース。収録曲の「コールドプラネット」「プラトニックホワイト」「パシフィックスピーチ」は劇場アニメ『恋するシロクマ』に使用された。
- 3月29日 - ASIAN KUNG-FU GENERATIONのトリビュートアルバム『AKG TRIBUTE』に「迷子犬と雨のビート」で参加。
- 7月5日 - 『BORUTO-ボルト- NARUTO NEXT GENERATIONS』のエンティングテーマを担当。
- 9月9日 - 初のアコースティックワンマンライブツアー　［Chapter #14］ -ウタノストーリーティリング-　開催
- 11月10日 - cinema staff /Creepy Nuts 2マンシリーズ開催。

2018年
- 5月 - ツアー『[Scene #4]-センチメンタル通リ雨ツアー-』開催。
- 8月 - 所属事務所であるソニー・ミュージックアーティスツ、及び所属レーベルであるキューンミュージックを離れ、独立。「10scenery」と題し、結成10周年のイベント開催を発表。
- 9月 - 会場限定シングル『シーユーネバーランド』リリース。それに伴う東名阪リリースワンマンツアー『[Scene #5]-See you Neverland-』を開催した。NHK横浜放送局とKAAT神奈川芸術劇場主催のダンス舞台『恋ノ水』の音楽を担当。
- 12月 - 楽曲「イッツオーライ」が「ヘパリーゼW」のCMソングとして使用される　

2019年
- 1月 - 1月7日よりTOKYO MX『5時に夢中!』終わりに放送される"イチナナゴーキュー"にてアニメ『おまるのまるまるお』のテーマ・ソングを担当（2クール6か月間）。
- 1月 - drums ハットリクミコ 初のTVCM「LUX」抜擢。L.Aにて撮影収録。
- 1月13日 - ダンス舞台『恋ノ水』KAAT神奈川芸術劇場にて再演。
- 2月２日 - シナリオアート主催「ツインボーカルフェス」初開催。渋谷WWW　(SOLD OUT)
- 5月 - CM ヘパリーゼプラスⅡ「ドライフラワー」起用。
- 5月18日 - シナリオアート結成１０周年記念。全国10か所　対バンツアー開催。渋谷WW X　(SOLD OUT)
- 6月 - KANA-BOONのサポートベースをヤマシタタカヒサが担当。
- 7月28日 - 東京カランコロン×シナリオアート　東名阪スプリットツアー コラボバンドを結成。コラボ楽曲をリリース。
- 8月 - 滋賀県立大学公式MV 「カモベイベー」書き下ろし提供。
- 8月 - CM ヘパリーゼW　上京編　「アオノリビドー」提供。
- 9月27日-29日 - AKB48小田えりな主演　音楽舞台「偶然の出会いのように」全楽曲制作、演奏担当。　BGM、音効まで全てをシナリオアートが担当。主催NHK横浜放送局／KAAT神奈川芸術劇場／横浜アーツフェスティバル実行委員会／横浜美術館
- 10月 - アコースティックワンマンが東京・大阪・名古屋で開催。初のアコースティック音源「ドライフラワー」発売。
- 11月 - ハヤシコウスケが蒼山幸子（ex ねごと）ツアーサポート。1st E.P『まぼろし』の全楽曲のアレンジを担当。
- 12月15日 - 初めてワンマンを行った代官山UNITにて、10周年記念ワンマンを行う（SOLD OUT）

2023年
- 10月11日 - 新曲「センシティブガール」を配信リリース。同曲のミュージック・ビデオは、動画を倍速再生で視聴する風潮を逆手に取り、消費社会に対するアンチテーゼの意を込めて、デフォルト状態で倍速再生される世界で初の『公式倍速MV』として、11月22日に公式YouTubeチャンネルで公開された。

2024年
- 6月19日 - 結成15周年メモリアル・アルバムとして、通算7枚目となるミニ・アルバム『sensitive sketch』を発売。またバンドのアーティスト写真を同アルバムのジャケット・デザインを手掛けたフミキモによるメンバーのイラストへ変更。アーティスト写真にイラストを採用するのはこれが初となる。

2025年
- 7月30日 - 数ヶ月の活動休止を経て、新曲「アイハソーダ」を配信リリース。

## ディスコグラフィ

### シングル
|                           | リリース         | タイトル                 | 規格                                               | 規格品番                                                                  | 備考                                                                                           |
| インディーズ作品          | インディーズ作品 | インディーズ作品         | インディーズ作品                                   | インディーズ作品                                                          | インディーズ作品                                                                               |
| ------------------------- | ---------------- | ------------------------ | -------------------------------------------------- | ------------------------------------------------------------------------- | ---------------------------------------------------------------------------------------------- |
| 1                         | 2013年4月24日    | ホワイトレインコートマン | CD                                                 | ESFM-1001                                                                 | タワーレコード限定1コインシングル                                                              |
| メジャー作品              |                  |                          |                                                    |                                                                           |                                                                                                |
| Sp                        | 2015年11月11日   | talking／ナナヒツジ      | CD＋DVD（初回盤A） CD＋DVD（初回盤B） CD（通常盤） | KSCL-2631／2632（初回盤A） KSCL-2633／2634（初回盤B） KSCL-2635（通常盤） |                                                                                                |
| 1                         | 2016年7月6日     | エポックパレード         | CD＋DVD（初回盤） CD（通常盤）                     | KSCL-2742／2743（初回盤） KSCL-2744（通常盤）                             |                                                                                                |
| 2                         | 2017年9月6日     | サヨナラムーンタウン     | CD                                                 | KSCL-2968                                                                 |                                                                                                |
| ライブ会場 & 公式通販限定 |                  |                          |                                                    |                                                                           |                                                                                                |
| 1                         | 2018年9月8日     | シーユーネバーランド     | CD                                                 |                                                                           | CD版はライブ会場&公式通販限定販売。                                                            |
| 2                         | 2019年5月18日    | アダハダエイリアン       | CD                                                 |                                                                           | CD版は対バンツアー『【Scene #6】-空白のスゴロクツアー-』にて販売。配信でもリリース。           |
| 3                         | 2019年10月11日   | ドライフラワー           | CD                                                 |                                                                           | CD版は東名阪アコースティック・ツアー『【Scene #7】-dried flower-』にて販売。配信でもリリース。 |
| 配信限定                  |                  |                          |                                                    |                                                                           |                                                                                                |
| 1                         | 2016年8月10日    | エンドレスプレイヤー     | デジタル配信                                       | -                                                                         | 作詞：ハヤシコウスケ / 作曲：シナリオアート                                                    |
| 2                         | 2023年10月11日   | センシティブガール       | デジタル配信                                       | -                                                                         | [ 15 ]                                                                                         |
| 3                         | 2023年11月29日   | アカネイロフィフティーン | デジタル配信                                       | -                                                                         | [ 16 ]                                                                                         |
| 4                         | 2024年3月20日    | メトロノームタワー       | デジタル配信                                       | -                                                                         | メモリアルアルバム『sensitive sketch』からの先行シングル。                                     |
| 5                         | 2025年7月30日    | アイハソーダ             | デジタル配信                                       | -                                                                         | [ 10 ]                                                                                         |

## ミュージックビデオ
| 監督                   | 曲名                                                   |
| 大喜多正毅             | 「ラブマゲドン」                                       |
| 志賀匠                 | 「ナイトフライング」                                   |
| 清水貴栄               | 「ホワイトレインコートマン（night walking ver.）」     |
| 多田卓也               | 「アオイコドク」「ナナヒツジ」「サヨナラムーンタウン」 |
| 月川翔                 | 「フユウ」                                             |
| 中村浩紀               | 「シニカルデトックス」                                 |
| 花蟲                   | 「ホワイトレインコートマン」                           |
| ハヤシコウスケ         | 「ハローグッバイ」                                     |
| 牧野惇                 | 「エポックパレード」                                   |
| 飯塚花笑               | 「アイマイナー」                                       |
| 新井健太（演出・構成） | 【Dance Music Video】「トワイヴェール」                |
| 葛飾出身               | 「スターサイドシンドローム」                           |
| Hiroshi Kubo           | 【公式倍速MV】「センシティブガール」                   |
| 不明                   | 「エンドレスプレイヤー」                               |

## タイアップ
| 曲名                       | タイアップ                                                                         |
| -------------------------- | ---------------------------------------------------------------------------------- |
| ナナヒツジ                 | フジテレビ ノイタミナ『すべてがFになる THE PERFECT INSIDER』エンディングテーマ     |
| エンドレスプレイヤー       | 福岡ソフトバンクホークス『鷹の祭典2016』テーマソング                               |
| 迷子犬と雨のビート         | TOKYO MX / BSフジ テレビアニメ『四畳半神話大系』特別放送 オープニングテーマ        |
| ラブマゲドン               | TOKYO MX / BSフジ テレビアニメ『四畳半神話大系』特別放送 エンディングテーマ        |
| コールドプラネット         | 劇場アニメ『恋するシロクマ』メインテーマ                                           |
| ジャーニー                 | FOXスポーツ＆エンタテイメント『2017年 福岡ソフトバンクホークス公式戦』テーマソング |
| サヨナラムーンタウン       | テレビ東京系アニメ『BORUTO-ボルト- -NARUTO NEXT GENERATIONS-』エンディングテーマ   |
| イッツオーライ             | ゼリア新薬工業『ヘパリーゼW』Web CMソング                                          |
| ママ                       | TOKYO MX イチナナゴーキュー アニメ『おまるのまるまるお』テーマソング               |
| マルイウタ                 | TOKYO MX イチナナゴーキュー アニメ『おまるのまるまるお』第2弾テーマソング          |
| オーベイビー               | TOKYO MX イチナナゴーキュー アニメ『おまるのまるまるお』第3弾テーマソング          |
| ドライフラワー             | ゼリア新薬工業『ヘパリーゼプラスⅡ』 Web CMソング                                   |
| ママ ver.02                | TOKYO MX イチナナゴーキュー アニメ『おまるのまるまるお』第4弾テーマソング          |
| ママ -おつカレーまる ver.- | TOKYO MX イチナナゴーキュー アニメ『おまるのまるまるお』第5弾テーマソング          |
| アオノリビドー             | びわ湖放送『高校野球中継』テーマソング                                             |
| アオノリビドー             | びわ湖放送『高校野球ハイライト』テーマソング                                       |